# Arena Football League 1987
Die Arena-Football-League-Saison 1987 war die erste Saison der Arena Football League (AFL). Ligameister wurden die Denver Dynamite, die die Pittsburgh Gladiators im ArenaBowl I bezwangen.

## Teilnehmende Mannschaften
| Anzahl Mannschaften | 4                                                                              |
| ------------------- | ------------------------------------------------------------------------------ |
| Neu in der Liga     | Pittsburgh Gladiators, Denver Dynamite, Washington Commandos, Chicago Bruisers |
| Ausgeschieden       | -                                                                              |

## Regular Season
| x-Pittsburgh Gladiators | 4 | 2 | 0 | .667 | 268 | 199 |
| y-Denver Dynamite       | 4 | 2 | 0 | .667 | 261 | 252 |
| Washington Commandos    | 2 | 4 | 0 | .333 | 288 | 273 |
| Chicago Bruisers        | 2 | 4 | 0 | .333 | 217 | 310 |

Legende:
| Siege              | Niederlagen           | Unentschieden        | SQ gewonnene Spiele (relativ) |
| P+ gemachte Punkte | P- gegnerische Punkte | x = Conference-Titel | y = Playoffs erreicht         |

## Playoffs

### ArenaBowl I
Der ArenaBowl I wurde am 1. August 1987 im Pittsburgh Civic Center in Pittsburgh, Pennsylvania ausgetragen. Das Spiel verfolgten 13.232 Zuschauer.
ArenaBowl MVP wurde Gary Mullen (Denver Dynamite).
| ArenaBowl I | ArenaBowl I          | ArenaBowl I |
| ----------- | -------------------- | ----------- |
| 1           | Pittsburg Gladiators | 16          |
| 2           | Denver Dynamite      | 45          |

## Regular Season Awards
| Award                | Winner           | Position                     | Team                  |
| -------------------- | ---------------- | ---------------------------- | --------------------- |
| Most Valuable Player | Russell Hairston | Wide Receiver/Defensive Back | Pittsburgh Gladiators |
| Ironman of the Year  | Billy Stone      | Fullback/Linebacker          | Chicago Bruisers      |
| Coach of the Year    | Tim Marcum       | Head Coach                   | Denver Dynamite       |

## Zuschauertabelle
| Team                  | Zuschauerschnitt |
| --------------------- | ---------------- |
| Pittsburgh Gladiators | 12.856           |
| Denver Dynamite       | 12.098           |
| Washington Commandos  | 11.525           |
| Chicago Bruisers      | 8.636            |
| Ligadurchschnitt      | 11.276           |